# Bussy-sur-Moudon
Bussy-sur-Moudon är en ort och kommun  i distriktet Broye-Vully i kantonen Vaud, Schweiz. Kommunen har 251 invånare (2023).